# Diceratella elliptica
Diceratella elliptica là một loài thực vật có hoa trong họ Cải. Loài này được (DC.) Jonsell mô tả khoa học đầu tiên năm 1979.